# ほくと (ストリートファイター)
ほくと（Hokuto）は、カプコン、アリカの対戦型格闘ゲーム『ストリートファイターEX』シリーズ、およびアリカの対戦型格闘ゲーム『ファイティングEXレイヤー』に登場する架空の人物。
『ストリートファイターEX』シリーズに登場する血の封印を解かれたほくと、『ファイティングEXレイヤー』に登場する訃（しらせ、Shirase）についても併せて解説する。

## 概要
古武術を伝承する水神家の娘。水神家分家当主の娘で、幼少期の名は訃（しらせ）。カイリの妹であり、七瀬の姉。兄と妹の父親は本家党首だが、母親は3人とも同じ。
武神流本家の血筋に生まれながら古流柔術家に育てられ 、幼少からありとあらゆる技を仕込まれるが、古流柔術でも武神流でもない新たな技として自分のものへと変化させていく。
修行に訪れたリュウを兄のように慕っている。
当初は常に落ち着きを見せていて感情を表に出すことはなかったが、徐々に変化が生じている。
修羅の道に生きる兄であるカイリの存在を告げられ、彼女は兄の行方を求めて旅に出る。
『EX2』では髪型や衣装が変化したが、『EX3』では『EX』時代のものに戻っている。
『ゲーメスト』1997年11月30日号増刊『ギャルズアイランド5』で個人プロフィールが明かされていたが、『ストリートファイターV』の公式ホームページ「シャドルー格闘家研究所」の「キャラ図鑑」にて内容を変更した新たな個人プロフィールが明かされた。

### 血の封印を解かれたほくと
ほくとは水神家本家当主から、「カイリ抹殺」の思念を封印されている。その封印が解かれ、その思念に駆り立てられた彼女は「血の封印を解かれたほくと」（以下、覚醒ほくと）の名で『EX plus』および『plus α』にて隠しプレイヤーキャラクターとして登場している。『EX plus』では胴着の色が黒く、額に赤い紋様が浮かび上がっている。
『EX2』と『EX2 PLUS』では覚醒ほくとは登場せず、通常のほくとに覚醒ほくとの一部の技が組み込まれている。
『EX3』では試合中に通常のほくとがスーパーコンボ「覚醒（かくせい）」を発動することで、一時的に覚醒ほくとへ変化する。こちらは姿は元のままだが、手に紫色の炎を纏っている。
『ストリートファイターV』の公式ホームページ「シャドルー格闘家研究所」の「キャラ図鑑」にて、通常のほくとに続けて個人プロフィールが明かされた。ここでは、ほくとは本家の母と分家の父との不義の子であったが、出生の秘密を隠すために本家でカイリの妹として育てられたこと、しかし虐げられていた分家の怨念が暗示として掛けられており、幼少時の嵐の夜に航海中の船から暗示のかかった訃（幼き日のほくと）がカイリを海に突き落としてしまったこと、血の封印を解かれたほくとは本来の暗殺拳である水神流古武術の真の姿であることが語られている。

### ファイティングEXレイヤーでの訃とほくと
『ファイティングEXレイヤー』では覚醒した本来の姿のほくとが真の名である訃（Shirase）として登場する。「訃」はほくとの真名であり、血の封印を解かれたほくとの状態のことでもある。訃のコンセプトデザインは漫画家の吉原基貴によるもの。本作の訃は白黒の長髪と紅く光る瞳を持つ。カイリから放たれる強者怨を封じるため自ら血の封印を解き、カイリ抹殺のための記憶的障害となる妹の七瀬を最後の意思で消し、本来の暗殺者の姿となった。
また、従来の姿と性能をベースにした白い鉢巻の「ほくと」もダウンロードコンテンツとして登場するが、こちらは「ほくとを名乗る謎の女性」とされている。

## ゲーム上の特徴
当て身投げ系の技や相手に一旦距離を置いて反撃する技、相手に背を向かせるコマンド投げ、距離の長い下段攻撃など、テクニカルな技を多く持っている。

## 各種技の解説

### 通常技
ここでは『ストEX PLUS α』での技名称を掲載。なお、立ち状態の遠近およびジャンプ状態の垂斜の区別はない。
| 操作     | 立ち   | しゃがみ | ジャンプ |
| -------- | ------ | -------- | -------- |
| 弱パンチ | 訃激   | 掌手     | 落手     |
| 中パンチ | 頚脈止 | 掌激     | 落掌     |
| 強パンチ | 訃震   | 掌激     | 落掌     |
| 弱キック | 蹴頭   | 膝襲     | 落激     |
| 中キック | 膝崩   | 膝激     | 落激     |
| 強キック | 後蹴   | 地這脚   | 落払脚   |

### 投げ技
掴（きゃく）
相手の腕を掴み半回転させて倒す。
頚手絞（けいしゅこう）
相手と一緒に倒れこみ腕に関節技を決める。

### 特殊技
肘崩（ちゅうほう）
肘を振り下ろす中段技。リーチが長く、攻撃後の隙が小さいので使いやすい。
訃は「肘激崩」からの派生技として使う。
刈蹴（がいしゅう）
中段蹴りを放つ。こちらもリーチが長く、攻撃後の隙が小さい。
流水（りゅうすい）
相手を後ろへ押し流し、背後を取る特殊投げ。この技自体に攻撃判定はない。
舞撃斬（ぶきゃくざん）
ガードブレイクまたはハードアタック技。体をひねるように回りながら扇で切り裂く。

### 必殺技
肘激崩（ちゅうげきほう）
前進しながらの肘打ちを繰り出す。この後に各種派生技へと繋げられる。
派生技は基本的に下記の「掌撃破」だが、『EX plus α』までの覚醒ほくとは「掌燐撃」になる。
『EX2』以降の通常のほくとは「振空撃」、「振脚撃」にも派生させることができる。
訃は「肘崩」、「振刈脚」に派生できる。
掌撃破（しょうげきは）
「肘激崩」からの派生技。両手を突き出して打撃技を繰り出す。
掌燐撃（しょうりんげき）
覚醒ほくとおよび訃が使用できる「掌撃破」の単体版。飛び道具を打ち消すことが可能。
『EX plus α』までは掌が光っており、「肘激崩」か「脚撃」からも追加で出すことが可能だった。
振空撃（しんくうげき）
後退を交えての回し蹴り。追加入力の「振」で中断が可能。
覚醒ほくとおよび訃は基本的に使用できず、『EX3』の覚醒ほくとは、モメンタリーコンボ専用技として使用する。
振脚撃（しんきゃくげき） / 脚撃（きゃくげき）
「振空撃」と同じモーションから繰り出される下段への蹴り。こちらも追加入力の「振」で中断が可能。
覚醒ほくとは『EX plus α』まで「脚撃」として使用し、「掌燐撃」を追加で出すことができた。
振（しん）
単体版の「振空撃」か「振脚撃」からの派生技。後退した際にそのまま身を引いて技を中断するフェイント技。
『EX』シリーズの覚醒ほくとには実装されていないが、『EXレイヤー』では訃、ほくと共に使用可能。
振刈脚（しんがいきゃく）
訃が使用。「肘激崩」からの派生技で、足払いを放つ。
護流攻（ごきゃくこう） / 貌（かたち）
相手の攻撃を受け止めて、肘打ちを繰り出すカウンター技。『EX』シリーズの覚醒ほくとには実装されていない。
『EXレイヤー』では「貌」として、訃、ほくと共に使用可能。

### スーパーコンボ
気錬射 / 気連射 / 氣錬射（きれんえき）
気で練り上げた矢を放つ。溜めが可能だが、ヒットした時点で発射される。
覚醒ほくとの場合は技名が「気連射」、訃の場合は「氣錬射」に変わり（いずれも読みは同じ）、これらは溜め中に相手にヒットしても発射されない。
撃鳳技（きゃくほうぎ）
扇を使って舞うように切り裂く連続攻撃。
連昇激（れんしょうげき）
覚醒ほくとおよび訃が主に使用する。通常のほくとは『EX2』と『EX2 PLUS』、『EXレイヤー』のみ実装。カイリの「豺狼兇手」の出始めと同じ2発の打撃を繰り出し、相手を高く跳ね上げるスーパーコンボ。カイリと違いその後の追撃は自動で行われず、任意に空中コンボへつなげられる。
連舞（れんぶ）
覚醒ほくとおよび訃が主に使用、『EX2』と『EX2 PLUS』のみ通常のほくとが使用する。前方へ走り、捕らえると多段ヒットの連続攻撃を繰り出し、最後に拳で相手の胸を貫く技。動作と演出は『EX plus α』までのカイリの「凶邪連舞」とほぼ同じである。『EX2 PLUS』以降では最後の一撃に燃焼効果がある。『EX3』では発動すると覚醒状態が解除される。
威力が非常に高いが、他の移動投げに比べて移動距離が最も短い。
訃刀（しらせがたな）
『EX2 PLUS』と『EX3』で使用。通常ほくと時専用。巨大な長刀を振り下ろすメテオコンボ。間合いによってダメージが大幅に変わり、先端がヒットした場合は相手を燃やす。空中の相手にはヒットしないので対空技には向いていない。
覚醒（かくせい）
『EX3』のみ使用。一定時間のみ覚醒ほくとの姿になり、技の性能が変化する特殊なスーパーコンボ。一定時間を経過するか、「連舞」、「天叫殺」、カイリとのメテオタッグコンボのどれかを使用すると、技の成否に関わらず自動解除されて通常のほくとに戻る。
天叫殺（てんきょうさつ）
『EX3』のみ使用。覚醒ほくと時専用。跳ね上げた相手に打撃を見舞うメテオコンボ。この技を発動すると覚醒状態が解除される。
メテオタッグコンボ・血の封印を解かれたほくと&カイリ
『EX3』で覚醒ほくと時かつ、カイリがパートナーの時に発動可能なメテオタッグコンボ（個別の技名はない）。「連舞」と同様に相手を捕えて連続攻撃を放ち、その途中で打ち上げたところをカイリが空中で連撃を決め、最後にほくとが「天叫殺」のフィニッシュポーズで突き上げる。この技を発動すると覚醒状態が解除される。

## その他
ラジオドラマ『ストリートファイターEX2』の特別編「ほくとと七瀬の裏ドラナイト」では、本編とは似ても似つかないかなりのギャグキャラクターになっている。また流行に敏感で「たまには袴ではなくキャミソールを着たり生足でミュールを履いてみたい」と語り、さらには「辛気臭い屋敷よりもおしゃれなマンションで一人暮らしをしたい」とも語っているほか、パソコンに夢中になったりしている（ただし機械音痴であったためインターネットの取り付けはケンにやってもらった）。また七瀬に「ぶつわよ」と言われたとき「ぶつならぶって」と言いながら自分で頬を叩いていたほか、歯医者の歯を削る時の音がたまらないと言っているため七瀬にマゾと言われている。

## 登場作品
ほくと
- 『ストリートファイターEX』シリーズ（全作品）
- 『ファイティングEXレイヤー』（有料ダウンロードコンテンツとして配信、通常版には含まれる）

血の封印を解かれたほくと
- 『ストリートファイターEX plus』
- 『ストリートファイターEX plusα』
- 『ストリートファイターEX3』（ほくとの覚醒後の姿として登場）

訃
- 『ファイティングEXレイヤー』

## 担当声優
- 天野由梨（『ストリートファイターEX』シリーズ（ほくと、血の封印を解かれたほくと））
- 五十嵐由佳（『ファイティングEXレイヤー』（訃、ほくと））